# Landgericht Brückenau
Das Landgericht Brückenau war ein von 1819 bis 1879 bestehendes bayerisches Landgericht älterer Ordnung mit Sitz in Brückenau im heutigen Landkreis Bad Kissingen. Die Landgerichte waren im Königreich Bayern Gerichts- und Verwaltungsbehörden, die 1862 in administrativer Hinsicht von den Bezirksämtern und 1879 in juristischer Hinsicht von den Amtsgerichten abgelöst wurden.

## Geschichte
Im Jahr 1819 wurde im Verlauf der Verwaltungsneugliederung Bayerns das Landgericht Brückenau errichtet. Dieses kam zum Untermainkreis, dem Vorläufer des späteren Regierungsbezirks Unterfranken.
Anlässlich der Einführung des Gerichtsverfassungsgesetzes am 1. Oktober 1879 wurde das Amtsgericht Brückenau errichtet, dessen Sprengel identisch mit dem vorherigen Landgerichtsbezirk Brückenau war und die damaligen Gemeinden Altglashütten, Breitenbach, Brückenau, Detter, Eckarts-Rupboden, Geroda, Heiligkreuz, Kothen, Mitgenfeld, Modlos, Motten, Neuglashütten, Oberbach, Oberleichtersbach, Oberriedenberg, Platz, Reußendorf, Römershag, Roßbach, Rothenrain, Schönderling, Schondra, Singenrain, Speicherz, Unterleichtersbach, Unterriedenberg, Volkers, Weißenbach, Werberg, Wernarz, Wildflecken und Zeitlofs umfasste.